# Seppo Tauriainen
Seppo Tauriainen även känd som Clownen Sebastian, är en professionell finländsk clown, buktalare och cirkusartist. Han har uppträtt flera gånger i t.ex. Finland, Norge, Belgien, Sverige, Ryssland, Estland och Kina.
Tauriainen belönades vid årets 2014 i Kina. Han fick Excellent Award på 11th Wuhan International Circus Festival of China.

## Cirkusarbete
- Sirkus Finlandia (2004)
- Sirkus Finlandia (2005)
- Cirkus Agora (2007)
- Sirkus Finlandia (2008)
- Cirkus Wictoria (2011)
- Sirkus Finlandia (2012)
- Cirkus Merano (2013)
- 11th Wuhan International Circus Festival of China (2014)

## TV-arbete
- Silmänkäännön rajoilla, TV-serie med 13 episoder i Finland (2000, Clownen Sebastian)
- Ihana aamu, Finland (2005, Clownen Sebastian)
- Ruben & Joonas, Finland (2005, Clownen Sebastian)
- Krisse Show, Finland (2007, själv)
- Liaoning TV, Kina (2009, Trollkarl Sebastian)
- YLE Sirkus, Finland (själv)
- Min Morgon, Finland (2010, Clownen Sebastian)
- Talang Sverige (2011, Clownen Sebastian)
- Wuhan TV, Kina (2014, Buktalaren Sebastian)
- CCTV, Kina (2014, Buktalaren Sebastian)